# Lawrence Park (Kunsthistoriker)

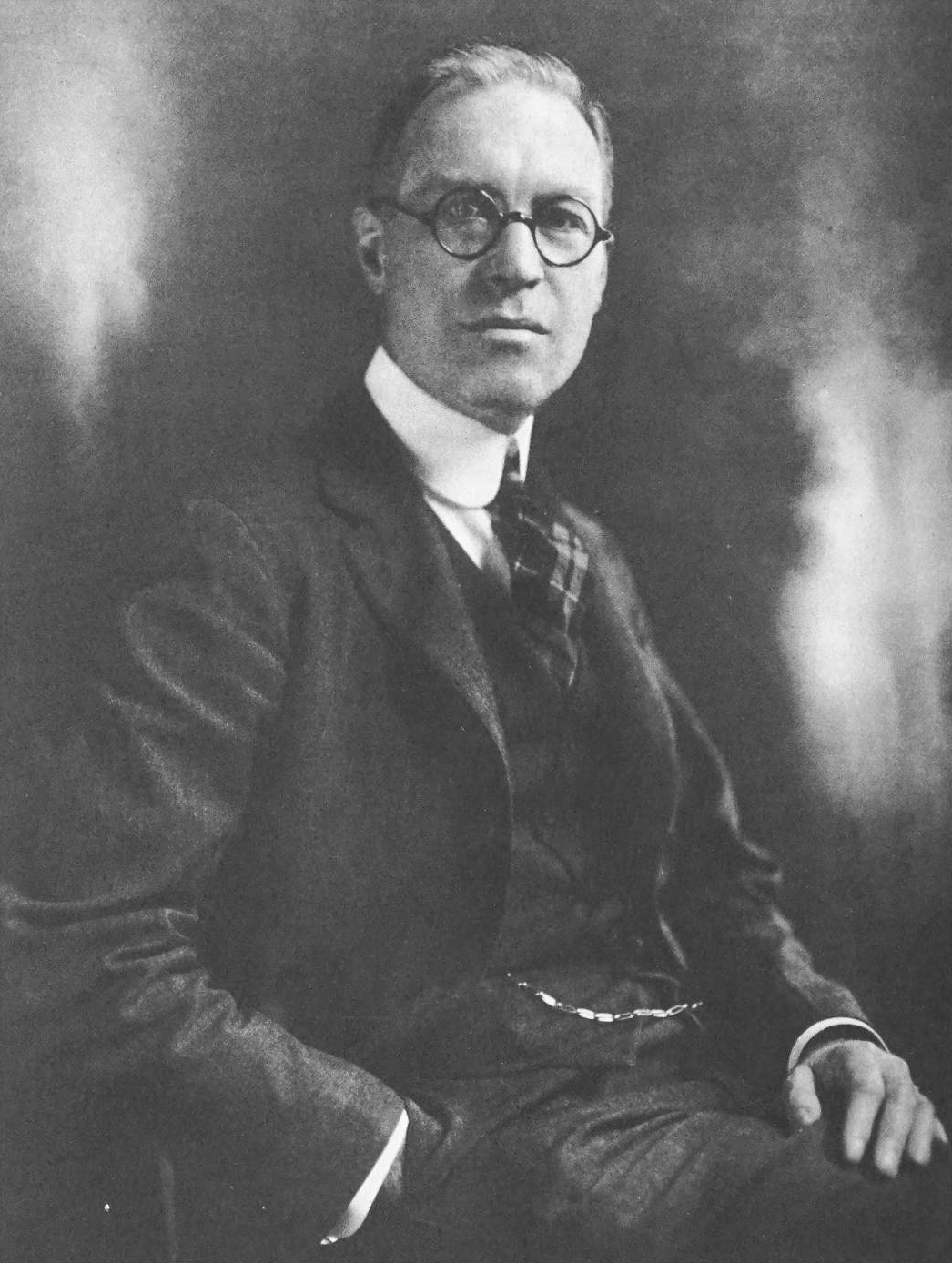
Lawrence Park (vor 1924) – amerikanischer Architekt und Kunsthistoriker

Lawrence Park (* 16. Dezember 1873 in Worcester, Massachusetts; † 28. September 1924 in Groton, Massachusetts) war ein amerikanischer Architekt und Kunsthistoriker.
Lawrence Park war der Sohn des Nervenarztes John Gray Park (1838–1905). Er studierte 1892 bis 1896 ohne Abschluss am Harvard College und besuchte danach ein Jahr die School of Drawing and Painting des Museum of Fine Arts in Boston. Danach begann er als Zeichner im Architekturbüro Shepley, Rutan & Coolidge in Boston zu arbeiten und lebte in Groton. Von 1901 bis 1910 betrieb er mit Robert R. Kendall unter dem Namen Park & Kendall ein Architekturbüro in Boston, danach arbeitete er kaum noch als Architekt.
Nach anfänglichen genealogischen Studien interessierte er sich seit etwa 1914 für frühe amerikanische Kunst („Colonial Art“), insbesondere Portraitmalerei und wurde auf diesem Gebiet zum Experten. Dies führte dazu, dass er 1919 nichtresidierender Kurator für Colonial Art des Cleveland Museum of Art wurde. Insbesondere beschäftigte er sich mit dem Werk des Portraitmalers Gilbert Stuart, dessen bis heute gültigen Werkkatalog er zusammenstellte, der aber erst nach seinem Tode erschien.

## Veröffentlichungen (Auswahl)
- William Park, of Groton, Mass., and descendants. In: Genealogy of the Parke families of Massachusetts, including Richard Parke, of Cambridge, William Park, of Groton, and others. Washington, D.C. 1909, S. 194–207 (Digitalisat).
- Joseph Badger (1708–1765), and a descriptive list of some of his works. In: Proceedings of the Massachusetts Historical Society 51, 1917, S. 158–201 (Digitalisat), auch separat Boston 1918.
- Joseph Blackburn – Portrait Painter. In: Proceedings of the American Antiquarian Society 32, 1922, S. 270–329 (Digitalisat), auch separat Joseph Blackburn, a colonial portrait painter. With a descriptive list of his works. American Antiquarian Society, Worcester 1923.
- Hubard, William James. In: Hans Vollmer (Hrsg.): Allgemeines Lexikon der Bildenden Künstler von der Antike bis zur Gegenwart. Begründet von Ulrich Thieme und Felix Becker. Band 17: Heubel–Hubard. E. A. Seemann, Leipzig 1924, S. 604 (biblos.pk.edu.pl).
- Gilbert Stuart. An illustrated descriptive list of his work. 4 Bände, Rudge, New York 1926 (Digitalisat Band 1, Band 2, Band 3, Band 4).